# Stef Peeters
Pour les articles homonymes, voir Peeters.
Stef Peeters, né le 9 février 1992 à Brée en Belgique, est un footballeur belge qui joue au poste de milieu de terrain au PE Maasmechelen.

## Biographie

### En club

#### Débuts au KRC Genk
Stef Peeters joue depuis qu'il a 7 ans pour Genk. Il est passé par toutes les équipes de jeunes. Le 19 novembre 2011, il fait ses débuts en équipe première du KRC Genk et remporte le match contre le KVC Westerlo. Immédiatement après, il signe son premier contrat professionnel jusqu'en 2013 avec une option pour 2014.

##### Prêt au Sparta Rotterdam
Le 1er janvier 2013, il est prêté 1 an et demi au Sparta Rotterdam en 2e division néerlandaise. Avant ce prêt, il a prolongé son contrat à Genk jusqu'en 2015. Il a fait ses débuts pour le Sparta Rotterdam lors de la victoire contre le SC Cambuur. Il a inscrit son premier but contre le PSV Eindhoven le 3 février 2014.

#### Prêt puis transfert au MVV Maastricht
Il est à nouveau prêté à partir de la saison 2014/2015. Avec Jordy Croux, Willem Ofori (nl) et Alessio Alessandro (nl), il est envoyé par Genk au MVV Maastricht grâce à un partenariat entre les deux clubs. Il fait ses débuts dans le match contre Almere City FC. Son premier but pour Maastricht intervient lors d'un match contre Jong Twente, la deuxième équipe du FC Twente, le 25 août 2014 sur penalty.
Le 23 juin 2015, Peeters signe un contrat d'un an avec le MVV Maastricht, avec une option pour une autre année. Lors de la saison 2015/2016, il est à plusieurs reprises décisif pour Maastricht et suscite l'intérêt de Saint-Trond. Le club se qualifie pour les play-off d'accession à l'Eredivisie. Si Maastricht monte en première division par les play-off, il reste à Maastricht mais le club échoue au 2e tour, et Peeters rejoint le club belge.

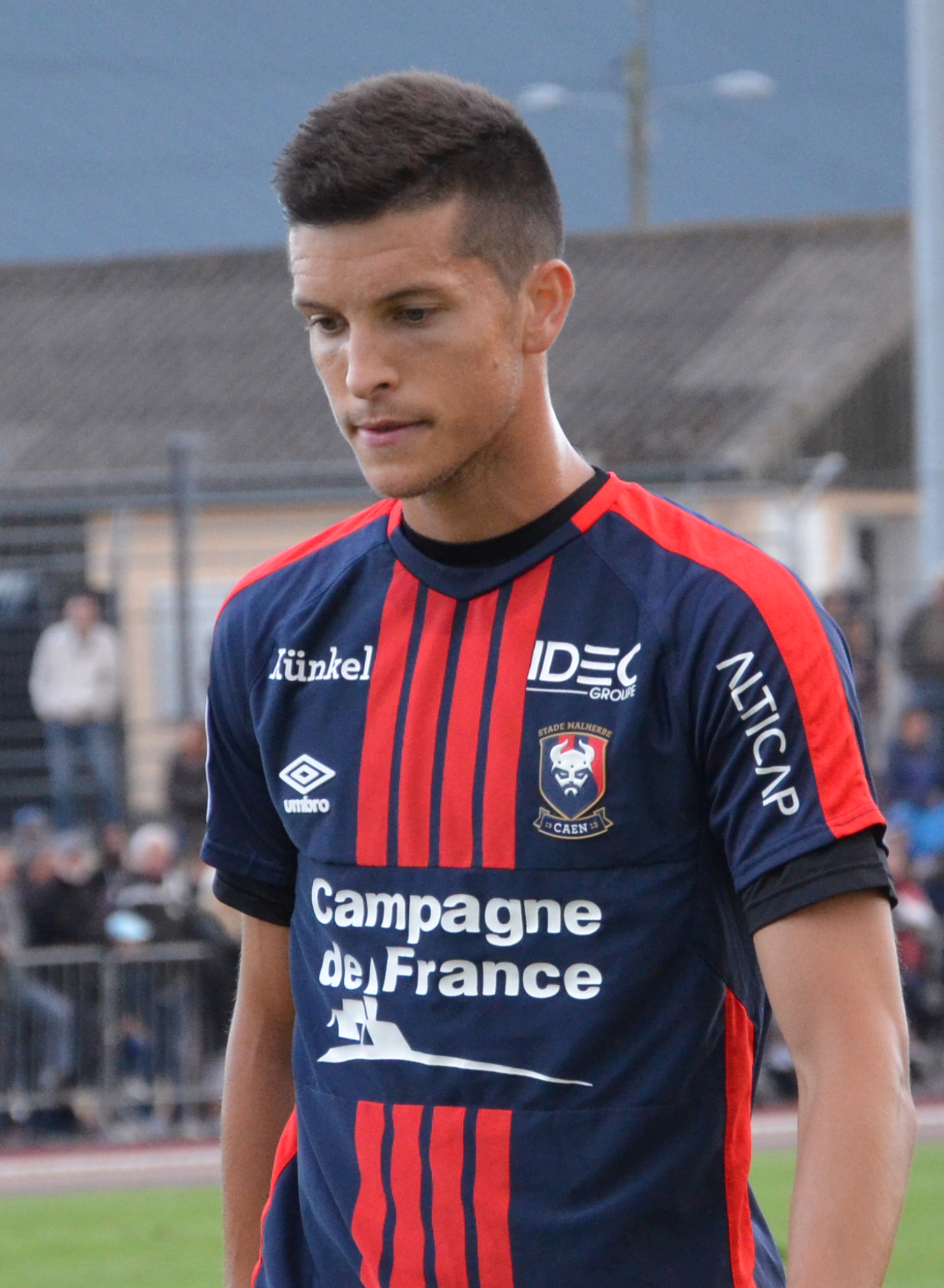
Stef Peeters avec le SM Caen face au Stade rennais en 2017.

#### Saint-Trond VV
Stef Peeters réalise une bonne saison avec son club de Saint-Trond. Le club se qualifie pour les play-offs 2 du championnat belge qui permet d’accéder à la ligue Europa. Durant la saison, il montre des qualités dans l'exercice des coups de pied arrêtés en marquant plusieurs coups francs directs. Cela lui permet d’être remarqué par plusieurs clubs.

#### SM Caen
Il est la première recrue du SM Caen lors du mercato d'été 2017, son indemnité est estimée à 1.5 M€. Il est peu utilisé lors de la première partie de saison mais décide de rester au SM Caen. Il est titulaire au côté de Julien Féret dès la reprise du championnat en janvier et fait ensuite partie du 11 type, et effectue, le 4 février 2018, sa première passe décisive en Ligue 1 en tirant un corner sur la tête de Damien Da Silva lors de la victoire des Caennais face au FC Nantes (3-2), avant de récidiver le 3 mars pour Enzo Crivelli contre Strasbourg (2-0).

##### Prêt au SV Zulte Waregem
Seulement titularisé cinq fois en L1 lors de la saison 2018-2019, Stef Peeters quitte le SM Caen et rejoint le SV Zulte-Waregem en prêt avec option d'achat le 5 janvier 2019. En fin de saison le club belge annonce ne pas lever l’option d’achat le joueur retourne donc au SM Caen tout juste relégué en Ligue 2.

#### Cercle Bruges KSV
En manque de temps de jeu au SM Caen et n’entrant plus dans les plans du nouvel entraîneur, il demande à être transféré au plus vite et retourne définitivement en Belgique, plus précisément au Cercle Bruges KSV, où il retrouve son ancien entraîneur de Caen Fabien Mercadal.

#### KAS Eupen
En juillet 2020, il signe un contrat de trois ans avec les Pandas de la KAS Eupen.
Malgré plus de 100 matches au compteur et le brassard de capitaine dont il hérite en 2022, le club ne renouvelle pas son contrat lorsque celui-ci arrive à échéance en 2023.

#### Patro Eisden Maasmechelen
Libre de tout contrat, Peeters anime les débats lors du mercato 2023 et alors qu'on parle de lui au RSC Anderlecht ou, avec plus d'insistance, du côté du Standard de Liège, qui effectue un très mauvais début de saison, une dernière rumeur l'envoit au SK Beveren mais c'est finalement au PE Maasmechelen qu'il signe un contrat de quatre ans,.
À l'issue de sa première saison chez les Koempels, un différend sur la vision du jeu avec le coach Stijn Stijnen débouche sur une mise à l'écart du milieu de terrain et le club ne compte plus sur lui pour la saison suivante.  Stef Peeters, dont le contrat court néanmoins jusqu'en 2027, est autorisé à se chercher un nouvel employeur.

## Statistiques

### En club
| Saison                | Club                    | Championnat           | Championnat | Championnat | Championnat | Coupe nationale | Coupe nationale | Coupe nationale | Coupe de la Ligue | Coupe de la Ligue | Coupe de la Ligue | Autres compétitions | Autres compétitions | Autres compétitions | Autres compétitions | Total | Total | Total |
| Saison                | Club                    | Division              | M.          | B.          | P.d.        | M.              | B.              | P.d.            | M.                | B.                | P.d.              | Comp.               | M.                  | B.                  | P.d.                | M.    | B.    | P.d.  |
| 2011-2012             | KRC Genk                | Division 1            | 4           | 0           | 0           | -               | -               | -               | -                 | -                 | -                 | PO1                 | 1                   | 0                   | 1                   | 5     | 0     | 1     |
| 2012-2013             | KRC Genk                | Division 1            | 0           | 0           | 0           | 1               | 0               | 0               | -                 | -                 | -                 | PO1                 | -                   | -                   | -                   | 1     | 0     | 0     |
| Sous-total            | Sous-total              | Sous-total            | 4           | 0           | 0           | 1               | 0               | 0               | -                 | -                 | -                 | -                   | 1                   | 0                   | 1                   | 6     | 0     | 1     |
| 2012-2013             | Sparta Rotterdam (prêt) | Eerste Divisie        | 11          | 0           | 0           | -               | -               | -               | -                 | -                 | -                 | -                   | -                   | -                   | -                   | 11    | 0     | 0     |
| 2013-2014             | Sparta Rotterdam (prêt) | Eerste Divisie        | 16          | 2           | 0           | 1               | 0               | 0               | -                 | -                 | -                 | PO                  | -                   | -                   | -                   | 17    | 2     | 0     |
| Sous-total            | Sous-total              | Sous-total            | 27          | 2           | 0           | 1               | 0               | 0               | -                 | -                 | -                 | -                   | -                   | -                   | -                   | 28    | 2     | 0     |
| 2014-2015             | MVV Maastricht (prêt)   | Eerste Divisie        | 32          | 7           | 3           | 1               | 0               | 2               | -                 | -                 | -                 | -                   | -                   | -                   | -                   | 33    | 7     | 5     |
| 2015-2016             | MVV Maastricht          | Eerste Divisie        | 35          | 10          | 10          | 1               | 0               | 0               | -                 | -                 | -                 | PO                  | 4                   | 1                   | 1                   | 40    | 11    | 11    |
| Sous-total            | Sous-total              | Sous-total            | 67          | 17          | 13          | 2               | 0               | 2               | -                 | -                 | -                 | -                   | 4                   | 1                   | 1                   | 73    | 18    | 16    |
| 2017-2018             | SM Caen                 | Ligue 1               | 20          | 0           | 2           | 3               | 0               | 2               | 2                 | 0                 | 1                 | -                   | -                   | -                   | -                   | 25    | 0     | 5     |
| 2018-2019             | SM Caen                 | Ligue 1               | 7           | 0           | 0           | -               | -               | -               | 0                 | 0                 | 0                 | -                   | -                   | -                   | -                   | 7     | 0     | 0     |
| Sous-total            | Sous-total              | Sous-total            | 27          | 0           | 2           | 3               | 0               | 2               | 2                 | 0                 | 1                 | -                   | -                   | -                   | -                   | 32    | 0     | 5     |
| 2016-2017             | Saint-Trond VV          | Division 1A           | 27          | 4           | 10          | 2               | 0               | 1               | -                 | -                 | -                 | PO2+BE              | 9+1                 | 1+0                 | 2+0                 | 39    | 5     | 13    |
| 2018-2019             | SV Zulte Waregem (prêt) | Division 1A           | 8           | 1           | 1           | -               | -               | -               | -                 | -                 | -                 | PO2                 | 6                   | 0                   | 0                   | 14    | 1     | 1     |
| 2019-2020             | Cercle Bruges KSV       | Division 1A           | 24          | 6           | 3           | 1               | 0               | 0               | -                 | -                 | -                 | -                   | -                   | -                   | -                   | 25    | 6     | 3     |
| 2020-2021             | KAS Eupen               | Division 1A           | 33          | 3           | 5           | 2               | 0               | 0               | -                 | -                 | -                 | -                   | -                   | -                   | -                   | 35    | 3     | 5     |
| 2021-2022             | KAS Eupen               | Division 1A           | 30          | 2           | 8           | 5               | 1               | 1               | -                 | -                 | -                 | -                   | -                   | -                   | -                   | 35    | 3     | 9     |
| 2022-2023             | KAS Eupen               | Division 1A           | 31          | 7           | 7           | -               | -               | -               | -                 | -                 | -                 | -                   | -                   | -                   | -                   | 31    | 7     | 7     |
| Sous-total            | Sous-total              | Sous-total            | 94          | 12          | 20          | 7               | 1               | 1               | -                 | -                 | -                 | -                   | -                   | -                   | -                   | 101   | 13    | 21    |
| 2023-2024             | PE Maasmechelen         | Division 1B           | 22          | 1           | 3           | 2               | 0               | 0               | -                 | -                 | -                 | PO                  | 1                   | 0                   | 0                   | 25    | 1     | 3     |
| 2024-2025             | PE Maasmechelen         | Division 1B           | 5           | 2           | 0           | -               | -               | -               | -                 | -                 | -                 | PO                  | 6                   | 1                   | 1                   | 11    | 3     | 1     |
| 2025-2026             | PE Maasmechelen         | Division 1B           | 2           | 0           | 0           | -               | -               | -               | -                 | -                 | -                 | -                   | -                   | -                   | -                   | 2     | 0     | 0     |
| Sous-total            | Sous-total              | Sous-total            | 29          | 3           | 3           | 2               | 0               | 0               | -                 | -                 | -                 | -                   | 7                   | 1                   | 1                   | 38    | 4     | 4     |
| Total sur la carrière | Total sur la carrière   | Total sur la carrière | 307         | 45          | 52          | 19              | 1               | 6               | 2                 | 0                 | 1                 | -                   | 28                  | 3                   | 5                   | 356   | 49    | 64    |